# Joao Grimaldo
Joao Alberto Grimaldo Ubidia, né le 20 février 2003 à Lima au Pérou, est un footballeur international péruvien évoluant au poste d'ailier droit au Partizan Belgrade.

## Carrière

### Carrière en club
Formé à l'Esther Grande de Bentín, Joao Grimaldo arrive au Sporting Cristal en 2016. Il y fait ses débuts professionnels en novembre 2020, à 17 ans, lorsque l'entraîneur Roberto Mosquera le fait jouer un match de championnat face à l'Academia Cantolao. Ce match lui permet de devenir champion du Pérou en fin de saison.
En 2021, il découvre la Copa Libertadores. Il compte en tout 13 matchs (un but marqué) dans cette compétition avec le Sporting Cristal. 

### Carrière en sélection
Auteur de deux matchs avec le Pérou, Joao Grimaldo connaît sa première sélection le 12 septembre 2023, face au Brésil, dans le cadre des éliminatoires de la Coupe du monde 2026 en remplaçant Andy Polo.

## Statistiques

### En sélection nationale
| Saison                | Sélection             | Phases finales        | Phases finales | Phases finales | Phases finales | Éliminatoires CDM | Éliminatoires CDM | Éliminatoires CDM | Matchs amicaux | Matchs amicaux | Matchs amicaux | Total | Total | Total |
| Saison                | Sélection             | Compétition           | M              | B              | Pd             | M                 | B                 | Pd                | M              | B              | Pd             | M     | B     | Pd    |
| --------------------- | --------------------- | --------------------- | -------------- | -------------- | -------------- | ----------------- | ----------------- | ----------------- | -------------- | -------------- | -------------- | ----- | ----- | ----- |
| 2023-2024             | Pérou                 | Copa América 2024     | 1              | 0              | 0              | 4                 | 0                 | 1                 | 2              | 1              | 0              | 7     | 1     | 1     |
| 2024-2025             | Pérou                 | -                     | -              | -              | -              | 1                 | 0                 | 0                 | -              | -              | -              | 1     | 0     | 0     |
| Total sur la carrière | Total sur la carrière | Total sur la carrière | 1              | 0              | 0              | 5                 | 0                 | 1                 | 2              | 1              | 0              | 8     | 1     | 1     |

## Palmarès
Sporting Cristal
- Championnat du Pérou (1) :
  - Champion : 2020.
- Copa Bicentenario (1) :
  - Vainqueur : 2021.